# Српска државна стража
Српска државна стража (скраћено СДС) била је колаборационистичка паравојна сила која је кориштена за наметање закона и реда на Подручју Војног заповедника у Србији, делу Краљевине Југославије под окупационом војном управом Вермахта. Формирана је од два бивша југословенска жандармеријска пука, уз одобрење њемачких окупационих војних власти и током дужег периода била је под контролом вишег СС и полицијског вође на окупираној територији. Била је позната и као Недићевци по вођи српске марионетске колаборационистичке владе, генералу Милану Недићу, који је на крају добио контролу над њених операцијама. Заједно са Немцима учествовала је у наметању једног од најбруталнијих окупаторских режима у окупираној Европи и помагала у чувању и погубљењу заробљеника у Бањичком логору у Београду. Њени челници и велики део припадника био је наклоњен четницима Драгољуба Михаиловића и из тог разлога Немци су више пута чистили редове СДС-а. У октобру 1944, како се Црвена армија приближавала Београду, СДС су чланови Недићеве администрације препустили Михаиловићевој контроли, али се убрзо распао током повлачења на запад, а само мали број бивших припадника СДС-а заробили су Британци у близини италијанско-југословенске границе у мају 1945. године.

## Историја

### Позадина
Након осовинске инвазије, окупације и поделе Југославије у априлу 1941. године, Вермахт је на делу територије Краљевине Југославије успоставио окупациону војну управу под називом Подручје Војног заповједника у Србији. Територија је обухватала ужу Србију са додатком северног Косова (околина Косовске Митровице) и Баната. Био је то једини део Југославије у којем су њемачки окупатори успоставили војну управу, како би управљали кључним жељезничким и ријечним саобраћајним правцима (Дунав), као и драгоцјеним ресурсима, нарочито обојеним металима. Војни заповедник у Србији постављао је српску марионетску владу, с циљем „вршења административних послова под немачким упутствима и надзором”. Немци су 29. августа 1941. године поставили Владу народног спаса на челу са генералом Миланом Недићем, којој је претходила краткотрајна Комесарска управа Милана Аћимовића.

### Оснивање
Недић је Српску државну стражу (СДС) успоставио на основу разумевања које је постигао са немачким Војним заповедником у Србији, генералом артиљерије Паулом Бадером, и вишим СС и полицијским вођом у Србији, СС-обергрупенфирером и генерал-пуковником полиције Аугустом Мајснером, у сврху одржавања закона и реда на окупираној територији. Формирана је 10. фебруара 1942. од два бивша југословенска жандармеријска пука, Дринског и Дунавског, али закон којим су снаге формално основане Недић је донео тек 2. марта 1942. СДС је преузео улогу и функцију жандармерије, а у почетком заповедник је био Стеван Радовановић. Извори о бројчаној снази СДС-а се разликују. Немци су у почетку одредили максималну снагу од 17.000, али је СДС убрзо достигао број од 18.500 припадника. У почетку СДС је укључивао четири скупине — пољску стражу, градску стражу, граничну стражу и сељачку стражу. СДС је био опремљен оружјем и муницијом које су Немци заробили широм Европе и био је организован углавном као статичка сила подељена у пет области: Београд, Краљево, Ниш, Ваљево и Зајечар, са по једним батаљоном за сваку област. Свака област је даље била подељена на три округа, од којих је сваки обухватао једну или више чета СДС-а. Огранак СДС-а је створен посебно за службу у Банату и био је познат као Банатска државна стража. Формиран је од немачке мањине у регији (или фолксдојчера) и у марту 1942. бројала је мање од хиљаду припадника.
Недић је намеравао да дужност СДС-а не буде само одржавање закона и реда и чување границе, него и да надгледа потребе људи и нуди помоћ и заштиту у пољима као што су „здравствена заштита, културни, образовни и економски живот”. СДС је био ројалистички и брзо су се у његове редове инфилтрирали четници одани Драгољубу Михаиловићу. Такође је недостајало довољно службеника и иако је јединица имала неке почетку успехе, никада се није развила у ефикасну војну силу. Мајснер је три дана након формирања преузео контролу над СДС-ом, а тој одлуци се Недић оштро успротивио.

### Операције
Заједно са другим колаборационистичким војним и паравојним јединицама, СДС је био коришћен против партизана који су деловали на окупираној. Крајем 1941, пре оснивања СДС-а, српска жандармерија је учествовала у немачкој операцији Ужице, којом су протерани партизани и четници из области Ужица. СДС је редовно стрељао заробљене партизане и често узимао и убијао таоце по варошима и селима. У саставу СДС-а су се такође налазили бивши припадници жандармерије који су помагали немачким војницима у скупљању таоце који су стрељани у Краљеву и Крагујевцу октобра 1941. У јулу 1941. у београдском предграђу је основан Бањички логор. Њега су у почетку обезбеђивали Гестапо и СДС, али је надлежност касније пребачена на СДС, који се садистички и насилно односио према логорашима. Преживели логораши су тврдили да су стрељања вршили и Београдска специјална полиција и СДС, а да је међу жртвама било и деце. Најмање 3.849 особа је било убијено у Бањичком логору пре његовог распуштања 3. октобра 1944. Како је време протицало СДС је постајао све непопуларнији међу становништвом. Упркос ограниченој самосталности, СДС је активно учествовао у терору над Јеврејима, Ромима и Србима комунистима и у убиствима људи из тих скупина или њиховом испоручивању Немцима зарад погубљења. Припадници СДС-а су учествовали у смакнућима талаца било да су она организована под контролом Гестапоа или Вермахта или на сопствену иницијативу. Припадници СДС-а су се повремено сукобљавали са другим колаборационистичким формацијама, нарочито Љотићевим Српским добровољачким корпусом и Пећанчевим четницима.
У марту 1942. Недић је предложио да се СДК и Пећанчеви четници укључе у склоп СДС-а и да он преузме контролу над овом силом, али је тај предлог оштро одбијен. Половином 1942. Мајснер је поставио Драгомира Јовановића, управника Београда и шефа београдске полиције, за шефа Српске државне безбедности, у чију надлежност је спадао и СДС. Немци су сматрали да је генерал Радовановић био Михаиловићев симпатизер, па су га у јуну 1942. заменили пуковником Боривојем Јонићем, братом Недићевог министра просвете Велибора Јонића. У јулу 1942. СДС је бројао око 15.000—20.000 припадника. У августу и септембру 1942. Недић је још једном покушао да стави СДС под своју команду, али га је ново немачко одбијање навело на размишљање о оставци. Недић је и раније претио оставкама из сличних разлога, али овај пут Немци су га озбиљније схватили и понудили му пријем код Адолфа Хитлера. На основу тога, Недић је остао на свом месту. У октобру 1942. Гранична стража је премештена у надлежност министарства финансија. Такође, исте године, Гестапо је ухапсио неке официре СДС због сумње да су били повезани са Михаиловићем и до краја 1942. прочистили су СДС у покушају да елиминишу оне који су симпатисали Михаиловића. Један од виших официра које је ухапсио Гестапо био је потпуковник Милан Калабић, начелник пожаревачког округа и отац Николе Калабића, једног од Михаиловићевих команданата. Старији Калабић је одавао информације и прослеђивао оружје и муницију Михаиловићевим четницима. Милана Калабића је Гестапо стрељао октобра 1942. са још неколико четничких команданата и бораца.
До 1943. већина припадника СДС-а била је наклоњена Михаиловићевим четницима и они су редовно „разоружавали” јединице СДС-а, понекад чак и извођењем лажних борби да би сакрили давање преко потребног оружја и муниције Михаиловићевим снагама. Сам Драги Јовановић је пружао финансијску помоћ Михаиловићу из својих фондова. У априлу 1943. немачки заповедници су похвалили јединице СДС-а због учешћа у борбама против партизана код Бијељине у источној Босни. У јуну 1943. Немци су сакупили и погубили 1.139 српских цивила због сумње да су сарађивали са партизанима. СДС је био укључен у ове акције и током 1943. његови припадници су редовно вршили злочине над српским цивилима. После многих одлагања, Недић се 18. септембра 1943. срео са Хитлером у Берлину и обећана му је команда над СДС-ом и СДК-ом. Након повратка у Београд, Недић је позвао Војног заповедника у Србији, генерала пешадије Ханса Фелбера, да би уговорили пренос команде, али Фелбер га је обавестио да није добио наређење да то уради. Тек 2. новембра 1943. Недић је добио команду над СДС-ом и СДК-ом. Крајем 1943. СДС је достигао свој максимум од 36.716 припадника. До фебруара 1944. руководство СДС-а је избегавало било каквe непосредне сукобe са Михаиловићевим четницима.
У пролеће и лето, бројност СДС-а је опала на 24.000—25.000 припадника. Са повратком партизана у ужу Србију, СДС је почео да трпи озбиљне губитке. На пример, од 15. марта до 15. августа 1944, убијено је 157 припадника СДС-а, рањено је 107 и 26 је нестало. До августа 1944, јединице СДС-а су се одазивале Михаиловићевом позиву на општу мобилизацију, отворено дезертирајући у његове четнике.

### Повлачење и заробљавање
Три дана након пада Недићевог режима 6. октобра 1944, Фелбер је предао команду над СДС-ом генералу Миодрагу Дамјановићу, шефу Недићевог кабинета и главном Михаиловићевом човеку у Недићевој администрацији. Дамјановић је одмах поставио себе и преосталих 6.500 припадника СДС-а под Михаиловићеву команду. СДС је преименован у „Српски ударни корпус Југословенске војске у отаџбини” (СУК ЈВуО) поново под командом Радовановића и придружио се повлачењу других четничких јединица према Санџаку, а затим у североисточну Босну. Овај аранжман резултирао је тешким и нелагодним савезом који се почео распадати под притисцима повлачења.
Крајем децембра 1944, СУК је учествовао, заједно с другим четничким јединицама, у неуспешном заузимању партизанске Тузле у североисточној Босни. Тај неуспех и узајамне оптужбе између Михаиловићевих четника и СУК-а резултирале су ефективним распадом СУК-а. До средине јануара 1945. 5.000 бивших припадника СДС-а придружило се Немцима, а неки су се вратили у Србију да искористе Титову амнестију. Већина припадника је пребачено у Аустрију гдје су кориштени у радним батаљонима под смерницама организације Тот, али око 1.500 бивших припадника СДС-а је касније пребачено подручје Љубљанских врата, где би се могли придружити другим колаборационистичким снагама, као што су СДК или четничким јединицама Момчила Ђујића и Доброслава Јевђевића. Михаиловића није забринуо њихов одлазак, описујући бивше припаднике СДС-а као „најнеборбенију војску на свету”.
Остаци СДС/СУК-а и Михаиловићевих четника су остали под Дамјановићевом командом као део четничке Шумадијске дивизије. Ови четници су били под командом СС-a још од 12. децембра 1944. Они су прешли Сочу и предали су Британцима близу италијанско-југословенске границе 5. маја 1945. На њихову срећу, ту су третирани као ратни заробљеници и, осим неколико виших официра, нису били враћани у Југославију да би се суочили са суђењем.

## Униформа и часопис
Припадници СДС-а носили су или маслинасто зелену униформу Југословенске војске или старију униформу Српска војске која је код официра била зелено-сива и сивкасто-окер за регрутне чинове. Униформе су добијане из залиха осигураних током инвазије. Гласник Српске Државне Страже био је службени лист СДС-а, који је штампан од 1942. до краја 1943. године. Уредник часописа био је Јонић, а сарадници су били и Недић и Аћимовић.

## Чинови

### Стражарски и подофицирски
Регрутни и подофицирски чинови били су:
- Стражар приправник
- Стражар
- Каплар
- Поднаредник
- Наредник
- Наредник водник

### Официрски
Официрски чинови били су:
- Потпоручник
- Поручник
- Капетан
- Мајор
- Потпуковник
- Пуковник
- Бригадни ђенерал